# Niebo nade mną (album)
Niebo nade mną – piąta płyta rockowego zespołu Harlem. Album ukazał się w 2007 roku.

## Lista utworów
Źródło:.
1. „Niebo nade mną” – 4:12
2. „Przywitaj ze mną nowy dzień” – 3:46
3. „You’re in love again” – 3:21
4. „Świat w obłokach” – 3:15
5. „Dziś ostatni powiem raz” – 3:31
6. „Weź co chcesz (co świat daje tobie)” – 3:37
7. „Love you more” – 4:42
8. „Prawda na pół” – 4:20
9. „Lalu” – 3:04
10. „Fiduaje” – 5:15
11. „Kropla” – 4:55
12. „Potop” – 5:15
13. „Serce jak kamień” – 3:21

## Muzycy
Źródło:.
- Ryszard Wolbach – śpiew, gitara akustyczna
- Krzysztof Jaworski – gitary, śpiew (10)
- Jarosław Zdankiewicz – perkusja, śpiew (7)
- Wojciech Kuzyk – gitara basowa, gitara elektryczna
- Cezary Kaźmierczak – instrumenty klawiszowe

gościnnie
- Maciej Balcar – śpiew (4)
- Dean Bowman – śpiew (3)
- Piotr Cugowski – śpiew (8, 13)
- Jerzy Styczyński – gitara elektryczna (2, 12)
- Ewa Brachun, Aleksandra Chludek, Katarzyna Pysiak – chórki